# Andromeda (collana)
Andromeda è una collana editoriale italiana di fantascienza pubblicata dalla casa editrice  Dall'Oglio (Milano) dal 1972 al 1975, a cura di Inìsero Cremaschi. In totale sono usciti, con periodicità irregolare, 18 titoli di autori stranieri e italiani.

## Elenco delle uscite
1. Burattinai nel cosmo (Ringworld, 1970), Larry Niven, cop. Renato Pestriniero, tr. Marisa Aureli, giugno 1972
2. Battaglie stellari (Ensign Flandry, 1966), Poul Anderson, cop. Attilio Uzzo, tr. Alda Carrer, giugno 1972
3. Festa sull'asteroide, Gilda Musa, cop. Alberto Cavallari, giugno 1972
4. Redivivi S.p.A. (Counter Clock-World, 1967), Philip K. Dick, cop. Aldo Bressanutti, tr. Maria Silva, settembre 1972
5. Dentista galattico (Proshto Plus, 1971), Piers Anthony, cop. Carlo Baruffaldi, tr. Maria Silva, marzo 1973
6. La spiaggia del dinosauro (Dinosaur Beach, 1971), Keith Laumer, cop. Claudio Gennari, tr. Marisa Aureli, marzo 1973
7. Sfida al pianeta, Anna Rinonapoli, cop. Claudio Gennari, maggio 1973
8. Quando il sole si fermò (The Day the Sun Stood Still, 1972), Poul Anderson, Dickson/Silverberg, cop. Bruno Zoldan, tr. Maria Silva, maggio 1973
9. Zoo-Fantascienza (The Science Fiction Bestiary, 1971), Robert Silverberg, Inìsero Cremaschi (a cura di), cop. Dino Buzzati, tr. Maria Silva, ottobre 1973
10. La donna immortale, Gustavo Gasparini, cop. Ferruccio Alessandri, gennaio 1974
11. Tempo verrà (There Will Be Time, 1973), Poul Anderson, cop. Filippo Degasperi, tr. Maria Silva, febbraio 1974
12. Il pianeta femmina (Mayenne, 1973), E.C. Tubb, cop. Walter Mac Mazzieri, tr. Marisa Aureli, maggio 1974
13. Sopravvivenza! (The Book of Rack the Healer, 1973), Zack Hughes, cop. Vinicio Tartarini, tr. Gabriele Tamburini, maggio 1974
14. La seconda invasione dei marziani (Vtoroje Priscestwije Marsian, 1968), Arkadij e Boris Strugackij, cop. Lanfranco, tr. Mario Riccio, rev. Lev Vercinin e Inìsero Cremaschi, ottobre 1974
15. Le mappe del cielo (And All the Stars a Stage, 1971), James Blish, cop. Alfredo Lattuada, tr. Giuseppina Limentani Pugliese, ottobre 1974
16. Il difensore (Protector, 1973), Larry Niven, cop. Ferruccio Alessandri, tr. Gabriele Tamburini, febbraio 1975
17. Giungla domestica, Gilda Musa, cop. Gian Carlo Pacini, maggio 1975
18. Vacanze nel deserto (The Book of Skulls, 1972), Robert Silverberg, cop. Walter Mac Mazzieri, tr. Gabriele Tamburini, ottobre 1975